# Trentepohlia flavoides
Trentepohlia flavoides är en tvåvingeart som beskrevs av Alexander 1973. Trentepohlia flavoides ingår i släktet Trentepohlia och familjen småharkrankar. Inga underarter finns listade i Catalogue of Life.